# Canton de Louvigné-du-Désert
Le canton de Louvigné-du-Désert est une ancienne division administrative française, située dans le département d'Ille-et-Vilaine et la région Bretagne.
Le territoire du canton correspondait à celui de Louvigné Communauté.
Depuis 2015, Louvigné-du-Désert est rattachée au canton de Fougères-2.

## Composition
Le canton de Louvigné-du-Désert comptait 8 596 habitants en 2012 (population municipale) et groupait huit communes :
- La Bazouge-du-Désert ;
- Le Ferré ;
- Louvigné-du-Désert ;
- Mellé ;
- Monthault ;
- Poilley ;
- Saint-Georges-de-Reintembault ;
- Villamée.

À la suite du redécoupage des cantons pour 2015, toutes les communes sont rattachées au canton de Fougères-2.
Contrairement à beaucoup d'autres cantons, le canton de Louvigné-du-Désert n'incluait aucune commune supprimée depuis la création des communes sous la Révolution.

## Représentation

### conseillers généraux de 1833 à 2015
| Période | Période      | Identité                                     | Étiquette          | Qualité |
| ------- | ------------ | -------------------------------------------- | ------------------ | --- |
| 1833    | 1868 (décès) | Comte Honoré-Charles Baston de La Riboisière | Monarchiste        | Général, député (1830, 1831-1848, 1849-1851), pair de France (1835-1848), sénateur (1852-1868), propriétaire à Fougères |
| 1868    | 1886 (décès) | Jules Bochin                                 | Droite             | Propriétaire, maire de Louvigné-du-Désert (1868-1886)                                                                   |
| 1886    | 1922         | Ferdinand Baston comte de Lariboisière       | URD                | Député (1882-1885 et 1919-1928), sénateur (1906-1919), maire de Louvigné-du-Désert                                      |
| 1922    | 1940         | Ambroise de Montigny (1877-1949)             | URD                | Médecin à Louvigné-du-Désert                                                                                            |
|         |              |                                              |                    | |
| 1943    | 1945         | Francis Briens (1907-1978)                   | Union nationale    | Pharmacien Conseiller d'arrondissement, maire de Saint-Georges-de-Reintembault Nommé conseiller départemental en 1943   |
|         |              |                                              |                    | |
| 1945    | 1955         | Francis Briens                               | DVD                | Pharmacien, maire de Saint-Georges-de-Reintembault, ancien conseiller d'arrondissement                                  |
| 1955    | 1985         | René de Montigny                             | MRP > CD > UDF-CDS | Médecin, maire de Louvigné-du-Désert (1947-1971)                                                                        |
| 1985    | 1987 (décès) | Yves Derieux                                 | RPR                | Pharmacien Maire de Louvigné-du-Désert (1971-1987)                                                                      |
| 1987    | 1998         | Olivier Ménard                               | UDF-CDS            | Cadre commercial, maire de Poilley (1983-2008)                                                                          |
| 1998    | 2004         | Marie-Françoise Jacq                         | UDF> UMP           | Infirmière, maire de Louvigné-du-Désert (1989-2008)                                                                     |
| 2004    | 2011         | Frédéric Bureau                              | DVD > AC           | Pharmacien, maire de Saint-Georges-de-Reintembault (2008-2014)                                                          |
| 2011    | 2015         | Louis Pautrel                                | UDI                | Cadre, maire du Ferré Elu en 2015 dans le Canton de Fougères-2                                                          |

### Conseillers d'arrondissement (de 1833 à 1940)
Le canton de Louvigné appartenait à l'arrondissement de Fougères.
| Période                                  | Période      | Identité                                    | Étiquette                | Qualité |
| ---------------------------------------- | ------------ | ------------------------------------------- | ------------------------ | --- |
| 1833                                     | 1845         | Amand Gouin du Roil                         |                          | Propriétaire à Saint-Georges                                                                                |
| 1845                                     | 1848         | Armand René Paul Piton du Gault (1815-1893) |                          | Avocat, maire de Saint-Georges                                                                              |
|                                          |              |                                             |                          | |
|                                          | 1881 (décès) | M. Gourdel                                  |                          | |
|                                          |              |                                             |                          | |
| avant 1889                               | ?            | M. Despas                                   |                          | Maire de Saint-Georges-de-Reintembault                                                                      |
|                                          |              |                                             |                          | |
| 1901                                     | 1913         | Magloire Duhamel                            | Républicain              | Cultivateur à Monthault                                                                                     |
| 1913                                     | 1919         | Louis Coyer (1867-1933)                     | Républicain progressiste | Maire de Mellé                                                                                              |
| 1919                                     | 1937         | Édouard Lucas                               | Entente républicaine     | Notaire, maire de Saint-Georges-de-Reintembault                                                             |
| 1937                                     | 1940         | Francis Briens                              | Union nationale          | Pharmacien, adjoint au maire de Saint-Georges-de-Reintembault                                               |
| 1940                                     |              |                                             |                          | Les conseils d'arrondissement ont été suspendus par la loi du 12 octobre 1940 et n'ont jamais été réactivés |
| Les données manquantes sont à compléter. |              |                                             |                          | |

Le canton participe à l'élection du député de la sixième circonscription d'Ille-et-Vilaine.

## Démographie
| 1962   | 1968   | 1975   | 1982  | 1990  | 1999  | 2006  | 2011  | 2012  |
| ------ | ------ | ------ | ----- | ----- | ----- | ----- | ----- | ----- |
| 11 026 | 10 539 | 10 293 | 9 982 | 9 452 | 8 938 | 8 722 | 8 687 | 8 596 |